# Лі (округ, Іллінойс)
Шаблон:StateAbbr_ 41°45′ пн. ш. 89°18′ зх. д. / 41.75° пн. ш. 89.3° зх. д.
Округ  Лі (англ. Lee County) — округ (графство) у штаті  Іллінойс, США. Ідентифікатор округу 17103.

## Історія
Округ утворений 1839 року.

## Демографія
За даними перепису 
2000 року 
загальне населення округу становило 36062 осіб, зокрема міського населення було 20184, а сільського — 15878.
Серед мешканців округу чоловіків було 18484, а жінок — 17578. В окрузі було 13253 домогосподарства, 9138 родин, які мешкали в 14310 будинках.
Середній розмір родини становив 3,01.
Віковий розподіл населення поданий у таблиці:
| Стать    | До 15 років | 15-21 | 22-29 | 30-39 | 40-49 | 50-65 | 65-85 | Понад 85 |
| -------- | ----------- | ----- | ----- | ----- | ----- | ----- | ----- | -------- |
| Чоловіки | 3707        | 1734  | 1773  | 3062  | 3154  | 2812  | 2029  | 213      |
| Жінки    | 3447        | 1581  | 1426  | 2589  | 2753  | 2736  | 2531  | 515      |

## Суміжні округи
- Оґл — північ
- Декальб — схід
- Ла-Салл — південний схід, південь
- Бюро — південь, південний захід
- Вайтсайд — захід

## Виноски
1. ↑  US Decennial Census. US Census Bureau. Архів оригіналу за 4 квітня 2018. Процитовано 6 липня 2014.
2. ↑  Historical Census Browser. University of Virginia Library. Архів оригіналу за 11 серпня 2012. Процитовано 6 липня 2014.
3. ↑  Population of Counties by Decennial Census: 1900 to 1990. US Census Bureau. Архів оригіналу за 24 квітня 2014. Процитовано 6 липня 2014.
4. ↑  Census 2000 PHC-T-4. Ranking Tables for Counties: 1990 and 2000 (PDF). US Census Bureau. Архів оригіналу (PDF) за 18 грудня 2014. Процитовано 6 липня 2014.
5. ↑  State & County QuickFacts. US Census Bureau. Архів оригіналу за 23 червня 2011. Процитовано 6 липня 2014.(англ.) Наведено за англійською вікіпедією.
6. ↑  American FactFinder. Бюро перепису населення США. Архів оригіналу за 26 лютого 2012. Процитовано 31 січня 2008.

| США | Це незавершена стаття з географії США. Ви можете допомогти проєкту, виправивши або дописавши її. |